# Jacques Gourde
Pour les articles homonymes, voir Gourde.
Jacques Gourde, né le 13 janvier 1964 à Saint-Narcisse-de-Beaurivage, est un homme politique canadien. Depuis 2006, il représente la circonscription de Lévis—Lotbinière (nommée Lotbinière—Chutes-de-la-Chaudière avant 2015) à la Chambre des communes du Canada sous la bannière du Parti conservateur du Canada.

## Biographie
Diplômé en gestion agricole, il est producteur et exportateur de foin à Saint-Narcisse-de-Beaurivage. Il est père de cinq enfants et l'époux de Chantal Beaudoin.

### Carrière politique
Jacques Gourde est organisateur pour l'Action démocratique du Québec de 2003 jusqu'à son élection à la Chambre des communes.
Il est élu pour la première fois aux élections de 2006, alors que le Parti conservateur réalise une percée au Québec avec 10 députés.
Il n'a jamais fait partie du Conseil des ministres, mais a occupé plusieurs postes de secrétaire parlementaire, dont celui de secrétaire parlementaire du premier ministre de septembre 2013 à novembre 2015. Après la perte du pouvoir par les conservateurs en 2015, il est porte-parole de l'opposition officielle pour l'Agriculture et l'Agro-alimentaire.
Il est l'un des 17 députés conservateurs pointés par Élections Canada pour son implication dans un stratagème concernant les dépenses électorales lors des élections de 2006 (28 000 $). Le Parti conservateur est condamné en appel en février 2011,,.
Le 13 juillet 2006, Gourde fait l'objet de critiques après des gestes anti-parlementaires lors d'un débat en chambre contre les députés du Bloc québécois qui exigeaient des mesures d'aide pour les agriculteurs québécois.
Jacques Gourde est réélu en 2008 et 2011 (son élection la plus serrée, 777 voix d'avance sur la néo-démocrate Tanya Fredette) à titre de député de Lotbinière-Chutes-de-la-Chaudière, et en 2015, 2019 et 2021 dans la même circonscription, renommée Lévis—Lotbinière.
| 2006 | Gouvernement conservateur minoritaire - Secrétaire parlementaire du ministre de l’Agriculture et de l’Agroalimentaire et ministre de la Commission canadienne du blé - Secrétaire parlementaire du ministre des Ressources naturelles - Secrétaire parlementaire du ministre du Travail et ministre de l'Agence de développement économique du Canada pour les régions du Québec                                                                                       |
| 2008 | Gouvernement conservateur minoritaire - Membre du Bureau de régie interne - Secrétaire parlementaire du ministre des Travaux publics et des Services gouvernementaux et du ministre du Revenu national - Secrétaire parlementaire de la ministre des Travaux publics et des Services gouvernementaux et pour les Langues officielles |
| 2011 | Gouvernement conservateur majoritaire - Président du caucus conservateur pour la province de Québec - Secrétaire parlementaire de la ministre des Travaux publics et des Services gouvernementaux, pour les Langues officielles et pour l'Agence de développement économique pour les régions du Québec - Secrétaire parlementaire du premier ministre, pour les Langues officielles et pour l’Agence de développement économique du Canada pour les régions du Québec |
| 2015 | Gouvernement libéral majoritaire - Porte-parole adjoint de l'opposition officielle pour l'Agriculture et l'Agro-alimentaire (jusqu'en août 2017). |
| 2019 | Gouvernement libéral minoritaire - Porte-parole adjoint de l'opposition officielle pour l'éthique |